# Donja Voća
Donja Voća es un municipio de Croacia en el condado de Varaždin.

## Geografía
Se encuentra a una altitud de 235 m s. n. m. a 88,5 km de la capital nacional, Zagreb.

## Demografía
En el censo 2011, el total de población del municipio fue de 2443 habitantes, distribuidos en las siguientes localidades:
- Budinščak -  110
- Donja Voća - 1 074
- Fotez Breg - 64
- Gornja Voća - 566
- Jelovec Voćanski - 87
- Plitvica Voćanska - 68
- Rijeka Voćanska - 261
- Slivarsko - 225

| Gráfica de población de Donja Voća 1857-2011                        |
|                                                                     |
| Según los censos de población de la oficina estadística de Croacia. |